# Evropská komise vs. Itálie (7/68)
Komise vs. Itálie (7/68) byl judikát Evropského soudního dvora z roku 1968, který definoval pojem „zboží“ v kontextu společného trhu Evropského společenství (dnes vnitřní trh Evropské unie).

## Skutková podstata
Italský zákon z roku 1932 předepisoval daň na vývoz předmětů s uměleckou, historickou, archeologickou nebo etnografickou hodnotou. Od 1. ledna 1962 byly na základě článku 16 Smlouvy o založení Evropského hospodářského společenství (EHS) zakázány veškerá cla a poplatky s rovnocenným účinkem clu mezi jednotlivými členskými státy. Komise předala věc Soudnímu dvoru, neboť se domnívala, že se jedná nedodržení závazku ze strany Itálie, která daň vybírala i po 1. lednu 1962.

## Rozhodnutí soudu
Soudní dvůr rozhodl, že Italský zákon představuje daň na vývoz v rozporu s článkem 16 Smlouvy o založení EHS neboť se jedná o poplatek s rovnocenným účinkem clu.

Rozhodnutí současně přineslo definici pojmu zboží, které nebylo nijak upraveno ve Smlouvě. 
| „ | Zbožím musí být chápány produkty, které jsou ocenitelné v penězích a které jsou schopné být předmětem ekonomických transakcí. | “ |

 Tím soud odmítl argument Itálie, že předměty vymezené zákon nespadají do kategorie běžného zboží, které nesmí být zatíženo clem či poplatky.